# 샘슨 에이브럼스키
샘슨 에이브럼스키(Samson Abramsky, 1953년 3월 12일 ~ )는 영국의 과학자 겸 컴퓨터 공학자이자 대학 교수이며 저술가이다.
영국 옥스퍼드 대학교 명예교수이기도 한데 지난날 영국 런던 임페리얼 대학교 교수를 거쳐 영국 에든버러 대학교 교수를 역임한 그는 러블레이스 훈장을 받았다.